# کاروزوی جوان
کاروزوی جوان (انگلیسی: The Young Caruso) فیلمی ایتالیایی در سبک تاریخی، موزیکال، ملودرام و زندگینامه‌ای دربارهٔ انریکو کاروزو به کارگردنی جاکومو جنتیلومو محصول سال ۱۹۵۱ است. این فیلم توسط آسو فیلم، لوندو فیلمز و تیرنا فیلم اسوچاتا دی روما تهیه شد.